# Dona Alcina
Alcina de Oliveira Figueiredo (Florianópolis, 31 de dezembro de 1923 – Gaspar, 15 de dezembro de 2021), mais conhecida como Dona Alcina, foi uma médium espírita, vereadora, poeta, historiadora, fotógrafa e importante educadora de Balneário Piçarras, sendo uma das primeiras professoras do município.

## Biografia

### Início de vida e família
De família italiana, foi alfabetizada pela avó aos 8 anos de idade. Se mudou para Itajaí para completar os estudos no Colégio São José, mesmo com a contrariedade da família. Seus estudos foram inicialmente pagos pela freira irmã Áquila. Porém, saiu do colégio, pois sofria preconceito por ser pobre, e se matriculou na escola pública de Vitor Meireles. Ela varria e capinava terrenos para pagar pelo material escolar, até que passou a lecionar aos nove anos e atingiu a independência financeira. Seu pai faleceu quando tinha 15 anos.
Ela teve seis filhos, porém um é falecido.

### Prefeitura
Se mudou para a Penha, na região que se tornaria Balneário Piçarras, em 1940, atuando como professora. Exerceu a profissão até 1994. Ela foi uma das primeiras professoras do município.
Atuou na política por 24 anos, dez anos no Movimento Brasileiro de Alfabetização (Mobral) e 14 anos na prefeitura em diversos cargos. Foi verdadora (eleita como suplente, porém renunciou após três meses no cargo) e a primeira secretária de Educação de Balneário Piçarras. Foi fundadora da Associação de Aposentados e Pensionistas, trouxe o Senac ao município e lançou diversos cursos, além de atuar na área de cultura.

### Escritos
Ela foi uma poeta, e também possuia o maior acervo de história local. Ela escrevia em cadernos, que presenteava a conhecidos. Seu acervo foi preservado pela comunidade. Também criou um grande arquivo fotográfico de Piçarras.

### Morte
Aos 87 anos, foi diagnosticada com câncer. Ela se mudou do Centro Espírita para a casa de sua filha Graça, e mais tarde para Gaspar, onde sua outra filha Maria Ignez vivia.
Morreu na manhã de 15 de dezembro de 2021. Entre as pessoas que a homenagearam, estão a 13ª União Regional Espírita (URE 13), o prefeito Thiago Baltt (MDB) e o ex-prefeito Carlos Jaime de Andrade (PMDB). O jornalista Luiz Garcia lançou o podcast "nossa gente" pela Fundação Cultural Balneário de Piçarras, com episódio inalgural sobre Dona Alcina. Seu funeral ocorreu no dia 16 às 15h, no Centro Espírita Luz do Evangelho. Seu corpo foi cremado em Itajaí.

## Espiritismo
Mesmo sendo espírita, Dona Alcina era respeitada por todos os credos, incluindo catolicismo e religiões de matriz africana. Ela costumava a promover eventos de caridade, como festas de Natal para crianças pobres. Ela foi fundadora do maior e principal Centro Espírita de Balneário Piçarras. Atuou como coordenadora do Centro Espírita Luz do Evangelho desde 1946. Também foi médium. Apesar de sua atuação, não foi aceita pelo Movimento de Unificação do Espiritismo no Brasil por diferenças doutrinárias.
Dona Alcina conheceu a  Menininha do Gantois em Salvador e em 2000, conheceu Chico Xavier em viagem para Uberaba.